# Коб'юр (гміна)
Гміна Коб'юр (пол. Gmina Kobiór) — сільська гміна у південній Польщі. Належить до Пщинського повіту Сілезького воєводства.
Станом на 31 грудня 2011 у гміні проживало 4869 осіб.

## Територія
Згідно з даними за 2007 рік площа гміни становила 49.50 км², у тому числі:
- орні землі: 12.00%
- ліси: 82.00%

Таким чином, площа гміни становить 10.45% площі повіту.

## Населення
Станом на 31 грудня 2011:
| Опис     | Загалом | Загалом | Чоловіки | Чоловіки | Жінки | Жінки |
| -------- | ------- | ------- | -------- | -------- | ----- | ----- |
| одиниця  | осіб    | %       | осіб     | %        | осіб  | %     |
| все      | 4869    | 100     | 2426     | 49.83    | 2443  | 50.17 |
| міське   | 0       | 100     | 0        |          | 0     |       |
| сільське | 4869    | 100     | 2426     | 49.83    | 2443  | 50.17 |

## Сусідні гміни
Гміна Коб'юр межує з такими гмінами: Бойшови, Вири, Ожеше, Пщина, Сушець.